# اریک بختیاری
اریک اسعد بختیاری (به انگلیسی: Eric Assad Bakhtiari)(زاده؛ ۲ دسامبر ۱۹۸۴) بازیکن فوتبال آمریکایی است، وی نوهٔ سردار اسعد بختیاری از فرمانده قشون مشروطه خواه بختیاری درفتح تهران و از سیاستمداران برجسته دوران قاجار است.

## زندگی شخصی
اریک بختیاری از تبار ایرانی-ایسلندی است، وی برادر بزرگتر دیوید بختیاری است که در پست مهاجم از سال
۲۰۱۳ به‌عنوان بازیکن برای تیم گرین بی پکرز در لیگ ملی فوتبال (آمریکا) بازی می‌کند.